# Forest National
Forest National (francouzsky; nizozemsky Vorst Nationaal) je multifunkční aréna na území obce Forest poblíž Bruselu. Otevřena byla v roce 1971. Její kapacita je více než 8000 návštěvníků. 
Bývá dějištěm sportovních akcí, ale jejím hlavním účelem je konání hudebních koncertů. Za dobu její existence v ní vystoupili např. Michel Polnareff, Lara Fabian, Led Zeppelin, Queen, Deep Purple, Simple Minds, Madonna, Tiziano Ferro, Duran Duran, Whitney Houston, Gloria Estefan, Scorpions, Motörhead ad.